# Moerasknikspriet
De moerasknikspriet (Microdon myrmicae) is een vliegensoort uit de familie van de zweefvliegen (Syrphidae). De wetenschappelijke naam van de soort is voor het eerst geldig gepubliceerd in 2002 door Schonrogge, Barr, Wardlaw, Napper, Gardner, Breen, Elmes & Thoma.